# Bragg-Spiegel

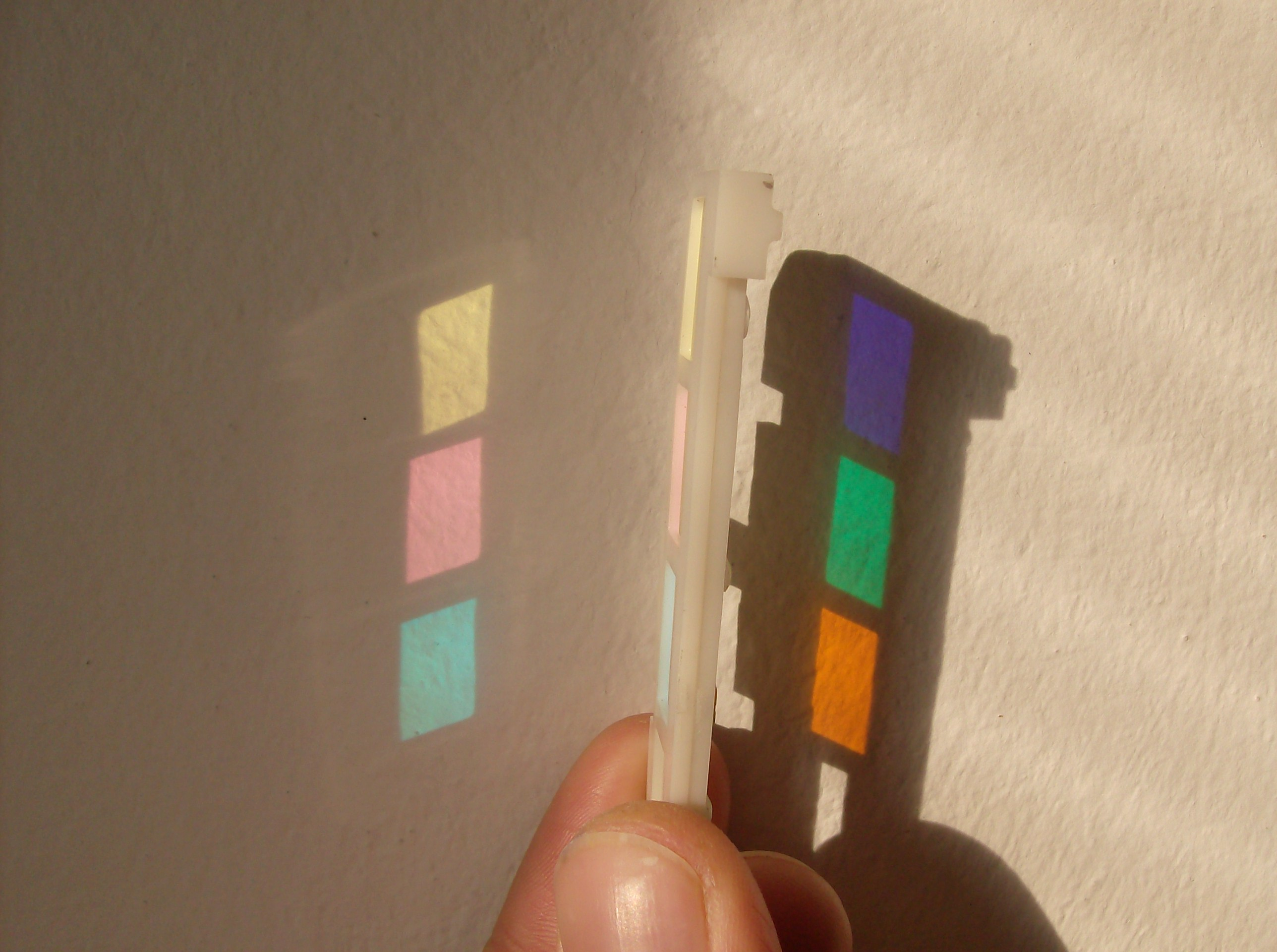
Drei Bragg-Spiegel die im gelben, roten und blauen Bereich des optischen Lichts ihr Stoppband haben und diesen Teil reflektieren (links). Der transmittierte Teil des Lichts erscheint in der Komplementärfarbe (rechts).

Ein Bragg-Spiegel (abgekürzt DBR von distributed Bragg reflector; nach William Henry Bragg und William Lawrence Bragg) bezeichnet einen effizienten Reflektor, der in Lichtleitern oder in optischen Resonatoren eingesetzt wird. Er besteht aus alternierenden, dünnen Schichten unterschiedlicher Brechungsindizes. Meist bestehen die Schichten aus Dielektrika. Darum verwendet man bei solch einem Reflektor auch den Begriff dielektrischer Spiegel. An jeder Grenzschicht wird ein Teil der elektromagnetischen Welle des Lichtes gemäß den fresnelschen Formeln reflektiert. Wenn die Wellenlänge nahe dem Vierfachen der optischen Weglänge der Schichten liegt, dann interferieren die reflektierten Strahlen konstruktiv und es entsteht ein hochqualitativer Reflektor. Der Bereich, in dem die Reflexion sehr hoch ist, heißt Stoppband. Licht, dessen Wellenlänge innerhalb des Stoppbands liegt, kann sich in der Struktur nicht ausbreiten.

## Charakteristika

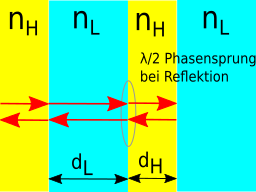
Die ersten 4 Lagen eines Bragg-Spiegels. Jede Lage hat eine optische Weglänge von. Somit entsteht bei der Wellenlänge von konstruktive Interferenz.

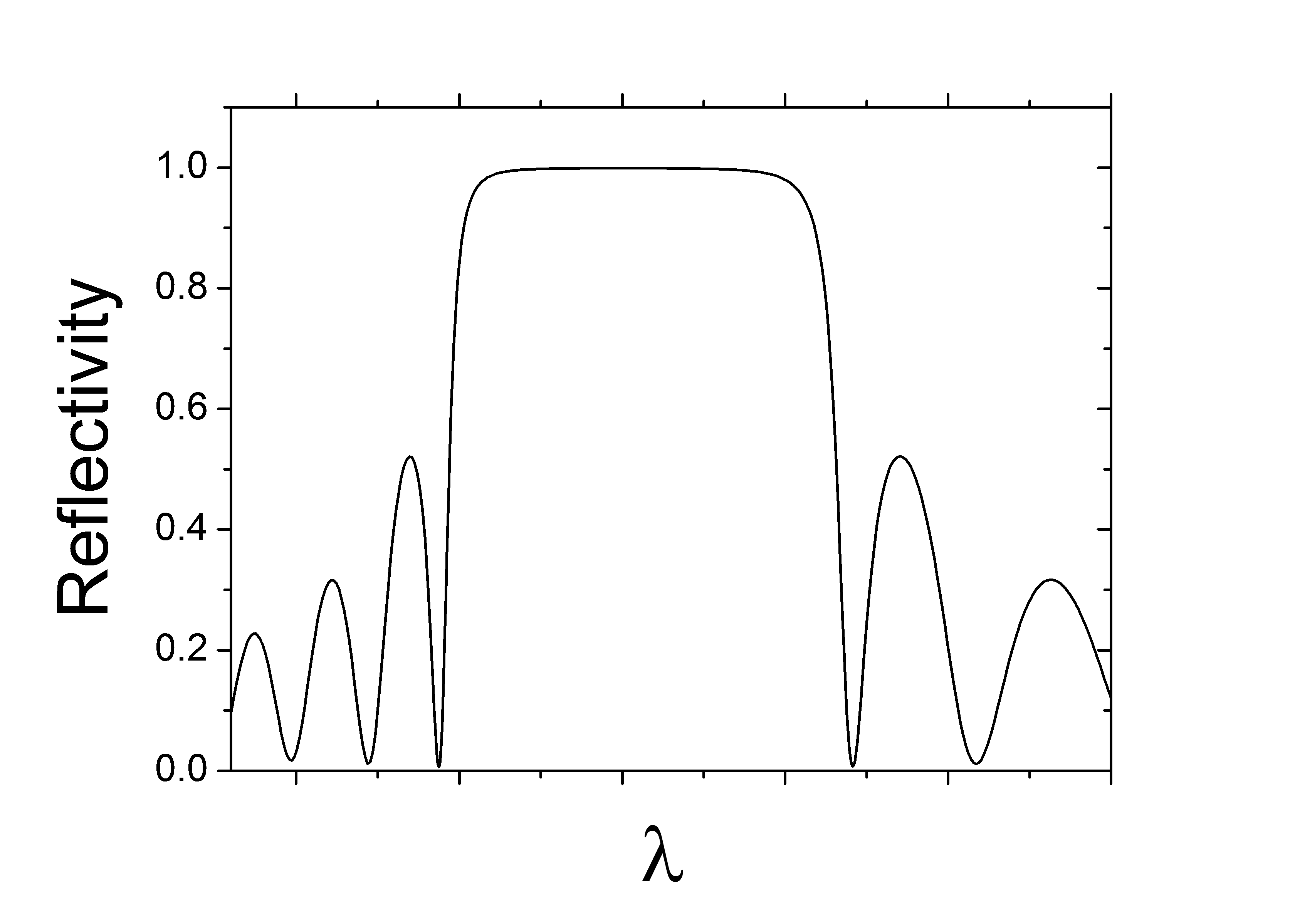
Berechnete Reflektivität eines idealen Bragg-Spiegels im Bereich des Stoppbands.

Bragg-Spiegel bestehen aus alternierenden, dielektrischen dünnen Schichten mit niedrigem und hohem Brechungsindex. Die maximale Reflektivität für eine Wellenlänge wird erreicht, wenn alle Schichten eine optische Dicke von genau einem Viertel der Wellenlänge aufweisen. In der Skizze rechts sind 4 Schichten eines Bragg-Spiegels illustriert. Trifft Licht senkrecht auf den Bragg-Spiegel, so kommt es an den Grenzflächen von niedrigem zu hohem Brechungsindex ({\displaystyle n_{L}},{\displaystyle n_{H}}) zu einer Phasenverschiebung des elektrischen Feldvektors des Lichts von einer halben Wellenlänge {\displaystyle {\frac {\lambda }{2}}}. Bei den Übergängen von hohem zu niedrigem Brechungsindex ist dies jedoch nicht der Fall. Um konstruktive Interferenz des Bragg-Spiegels zu erzeugen, muss die gesamte Phasendifferenz jedoch ein Vielfaches der Wellenlänge des einfallenden Lichtes sein. Um konstruktive Interferenz an allen Grenzschichten zu erreichen, muss also die optische Weglänge eines jeden Dünnfilmes {\displaystyle {\frac {\lambda }{2}}} sein. Die Bedingung für maximale Reflektivität des Bragg-Spiegels kann nun wie folgt ermittelt werden. Für konstruktive Interferenz muss die gesamte Phasenverschiebung ein ganzzahliges Vielfaches {\displaystyle m} der Wellenlänge des einfallenden Lichtes sein.
{\displaystyle 2n_{L}d_{L}+{\frac {\lambda }{2}}=2n_{H}d_{H}+{\frac {\lambda }{2}}=m\lambda }
Es ergibt sich somit folgende Bedingung für die optische Weglänge der Dünnschichten des Bragg-Spiegels.
{\displaystyle n_{H}d_{H}=n_{L}d_{L}={\frac {(2m-1)\lambda }{4}}}
Ein Bragg-Spiegel zeigt daher konstruktive Interferenz bei mehreren Wellenlängen. Es gibt also mehrere Wellenlängenbereiche konstruktiver Interferenz, bei denen ein Maximum der Reflexion auftritt. Die Wellenlänge, für die maximale Reflektivität bei {\displaystyle m=1} erfüllt ist, wird als {\displaystyle \lambda _{0}} bezeichnet und liegt in der Mitte des sogenannten Stoppbands eines Bragg-Spiegels. Im Bild rechts ist das berechnete Reflexionsspektrum eines Bragg-Spiegels im Bereich des Stoppbands und {\displaystyle \lambda _{0}} abgebildet. Die Reflektivität für diese Wellenlänge zu:
{\displaystyle R=\left[{\frac {n_{o}(n_{2})^{2N}-n_{s}(n_{1})^{2N}}{n_{o}(n_{2})^{2N}+n_{s}(n_{1})^{2N}}}\right]^{2},}
wobei {\displaystyle n_{o}} der Brechungsindex des Umgebungsmediums ist, {\displaystyle n_{1}} und {\displaystyle n_{2}} die Brechungsindizes der beiden Materialien und {\displaystyle n_{s}} der Brechungsindex des Substrats. {\displaystyle N} ist die Anzahl der Schichtpaare. Unter der Voraussetzung, dass beide Materialien unterschiedliche Brechungsindizes haben, ergibt {\displaystyle \lim \limits _{N\to \infty }R=1}. Es ist also möglich eine beliebig hohe Reflektivität zu erreichen, wenn nur genug Schichtpaare verwendet werden.
Die Frequenz-Breite {\displaystyle \Delta f_{0}} des Stoppbands berechnet sich wie folgt:
{\displaystyle {\frac {\Delta f}{f_{0}}}={\frac {4}{\pi }}\arcsin \left\vert {\frac {n_{1}-n_{2}}{n_{1}+n_{2}}}\right\vert }.

## Physikalische Wirkungsweise

### Reflexionsgrad

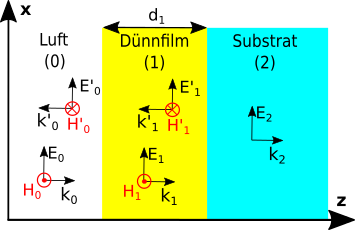
Abbildung zur Herleitung der Matrix-Transfer-Methode anhand eines Dünnfilmes auf einem Substrat

In diesem Abschnitt wird die Berechnung der Reflektivität {\displaystyle R} eines Bragg-Spiegels erläutert. Der Leser kann sich dabei am Bild rechts orientieren, wo ein Dünnfilm auf einem Substrat skizziert ist. An der Grenzfläche zwischen Luft und Dünnfilm kommt es zur Reflexion einer elektromagnetischen Welle. Die einfallende Welle und reflektierte Wellenlänge haben die Wellenvektoren {\displaystyle {\vec {k_{0}}}} und {\displaystyle {\vec {k'_{0}}}}. Weiters hat die an der ersten Grenzfläche transmittierte Welle den Wellenvektor {\displaystyle {\vec {k_{1}}}} und die an der zweiten Grenzfläche reflektierte Welle wird durch {\displaystyle {\vec {k'_{1}}}} beschrieben. Letztendlich hat die Welle, die sich ins Substrat ausbreitet, den Wellenvektor {\displaystyle {\vec {k_{2}}}}. Die Vektoren der magnetischen Feldstärke {\displaystyle {\vec {H}}} sowie der elektrischen Feldstärke {\displaystyle {\vec {E}}} sind in analoger Weise beschriftet. Die Vektoren der magnetischen Feldstärke zeigen in die Bildebene (markiert durch ein Kreuz) bei reflektierten Wellen und aus der Bildebene für einlaufende Wellen (markiert durch einen Punkt). Am ersten Phasenübergang muss die folgende Bedingung für die entsprechenden Amplituden der elektrischen Feldstärke-Vektoren gelten. Dies folgt aus den fresnelschen Gleichungen, die besagen, dass die Tangentialkomponenten der elektrischen Feldvektoren an einer Grenzfläche stetig sein müssen.
{\displaystyle E_{0}+E_{0}'=E_{1}+E_{1}'}
Gleiches gilt für die Amplituden der magnetischen Feldstärke. Da jedoch bei der Reflexion die Orientierung der Vektoren umgekehrt wird, werden die reflektierten Amplituden abgezogen.
{\displaystyle H_{0}-H_{0}'=H_{1}-H_{1}'}
Die Amplituden der magnetischen Feldstärke können durch die entsprechenden Amplituden der elektrischen Feldstärke ausgedrückt werden. Man bedient sich dabei der Beziehung {\displaystyle H={\frac {n}{\mu c}}E}. Der Brechungsindex wird durch {\displaystyle n} repräsentiert, während {\displaystyle c_{0}} die Lichtgeschwindigkeit im Vakuum darstellt und die magnetische Permeabilität mit {\displaystyle \mu } gekennzeichnet ist. Unter der Annahme, dass die relative magnetische Permeabilität für alle beteiligten Materialien annähernd 1 ist, erhält man folgende Gleichungen, da man {\displaystyle c_{0}} und {\displaystyle \mu } kürzen kann.
{\displaystyle n_{0}(E_{0}-E_{0}')=n_{1}(E_{1}-E_{1}')}
Somit sind die Stetigkeitsbedingungen an der ersten Grenzfläche durch die Amplituden der elektrischen Feldstärken mit zwei Gleichungen ausgedrückt. Selbiges kann auch für die zweite Grenzfläche gemacht werden. Dazu müssen die Amplituden {\displaystyle E_{1}} und {\displaystyle E'_{1}} jedoch mit einem zusätzlichen Phasenterm angeschrieben werden. Beide Amplituden ohne Phasenterm entsprechen den Bedingungen an der ersten Grenzfläche. Da der Wellenvektor der transmittierten Welle in positive x-Richtung zeigt, wird die Amplitude an der zweiten Grenzfläche durch eine positive Phasenverschiebung {\displaystyle k_{1}d_{1}} beschrieben. Da der Wellenvektor {\displaystyle {\vec {k'_{1}}}} in negative x-Richtung zeigt, kann die entsprechende Phasenverschiebung mit {\displaystyle -k_{1}d_{1}} angeschrieben werden. In beiden Fällen kennzeichnet {\displaystyle d_{1}} die Schichtdicke des Dünnfilmes. Mit Hilfe dieser Überlegungen gelangt man zu zwei Gleichungen für die zweite Grenzfläche.
{\displaystyle E_{1}\mathrm {e} ^{\mathrm {i} k_{1}d_{1}}+E_{1}'\mathrm {e} ^{-\mathrm {i} k_{1}d_{1}}=E_{2}}
{\displaystyle n_{1}E_{1}\mathrm {e} ^{\mathrm {i} k_{1}d_{1}}-n_{1}E_{1}'\mathrm {e} ^{-\mathrm {i} k_{1}d_{1}}=n_{2}E_{2}}
Man schreibt nun beide Gleichungen mit Imaginär- und Realteil an:
{\displaystyle (E_{1}+E_{1}')\cos(k_{1}d_{1})+\mathrm {i} (E_{1}-E_{1}')\sin(k_{1}d_{1})=E_{2}}
{\displaystyle n_{1}(E_{1}-E_{1}')\cos(k_{1}d_{1})+\mathrm {i} n_{1}(E_{1}+E_{1}')\sin(k_{1}d_{1})=n_{2}E_{2}}
Mit den eingangs erläuterten Stetigkeitsbedingungen an der ersten Grenzfläche kann man die beiden letzten Gleichungen in Matrix-Form anschreiben.
{\displaystyle M{\binom {E_{0}+E_{0}'}{n_{0}(E_{0}-E_{0}')}}={\binom {E_{2}}{n_{2}E_{2}}}}
und
{\displaystyle M={\begin{pmatrix}\cos(k_{1}d_{1})&{\frac {\mathrm {i} }{n_{1}}}\sin(k_{1}d_{1})\\\mathrm {i} n_{1}\sin(k_{1}d_{1})&\cos(k_{1}d_{1})\end{pmatrix}}}
Dividiert man schlussendlich noch durch {\displaystyle E_{0}} und invertiert die Matrix {\displaystyle M} zu {\displaystyle M'} so gelangt man zu folgenden Ausdrücken. Die erste Gleichung enthält den Reflexionskoeffizienten {\displaystyle r={\frac {E'_{0}}{E_{0}}}}, sowie den Transmissionskoeffizienten {\displaystyle t={\frac {E_{2}}{E_{0}}}}.
{\displaystyle {\binom {1}{n_{0}}}+{\binom {1}{-n_{0}}}r=M'{\binom {1}{n_{2}}}t}
{\displaystyle M'={\begin{pmatrix}\cos(k_{1}d_{1})&-{\frac {\mathrm {i} }{n_{1}}}\sin(k_{1}d_{1})\\-\mathrm {i} n_{1}\sin(k_{1}d_{1})&\cos(k_{1}d_{1})\end{pmatrix}}}

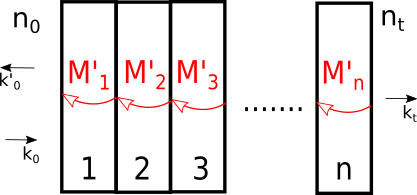
Skizze zum Rechengang der Berechnung der Reflektivität eines Bragg-Spiegels mit Hilfe der Matrix-Transfer-Methode

Man kann somit sowohl den Transmissions- als auch Reflexionskoeffizienten für einen Dünnfilm auf einem Substrat berechnen. Um die Reflektivität eines Bragg-Spiegels berechnen zu können, muss man jedoch mehrere Lagen berücksichtigen. Dies kann man tun, indem man in die obige Gleichung eine Matrix für jeden Dünnfilm einsetzt. Anschaulich gesprochen bedeutet dies, dass man ausgehend von der n-ten Schicht die Bedingungen an der ersten Grenzfläche ermitteln kann. Dies ist in der Abbildung rechts verdeutlicht. Man nennt dieses Verfahren Matrix-Transfer-Methode.
{\displaystyle {\binom {1}{n_{0}}}+{\binom {1}{-n_{0}}}r=M_{1}'M_{2}'\ldots M_{N-1}'M_{N}'{\binom {1}{n_{s}}}t}
Letztendlich gelangt man mit der obigen Formel zu der maximalen Reflektivität des Bragg-Spiegels {\displaystyle R=r^{2}} bei der Wellenlänge {\displaystyle \lambda _{0}}. Man bedient sich dabei der Tatsache, dass bei der Wellenlänge {\displaystyle \lambda _{0}} alle {\displaystyle kd} Terme den Wert von {\displaystyle {\frac {\pi }{2}}} haben.
{\displaystyle R=\left[{\frac {n_{o}(n_{2})^{2N}-n_{s}(n_{1})^{2N}}{n_{o}(n_{2})^{2N}+n_{s}(n_{1})^{2N}}}\right]^{2}}

### Bandbreite
Im vorigen Abschnitt wurde erläutert, dass der Reflexionskoeffizient an der obersten Schicht des Bragg-Spiegels mit Hilfe der Matrix-Transfer-Methode berechnet werden kann. Durch Umformung der Matrix-Transfer Gleichung des vorigen Kapitels gelangt man zu folgendem Ausdruck, der die Amplituden der magnetischen und elektrischen Feldstärke bei {\displaystyle z=0} mit den Amplituden bei {\displaystyle z=d_{1}+d_{2}=d} miteinander verknüpft. Hier sind die Dicken der ersten beiden Lagen des Bragg-Spiegels zu {\displaystyle d} zusammengefasst. Gemäß den Ausführungen im letzten Abschnitt ist die Transfer-Matrix durch {\displaystyle M_{d}=M'_{1}M'_{2}} gegeben.
{\displaystyle {\binom {E(0)}{H(0)}}=M_{d}{\binom {E(d)}{H(d)}}}
Um weiter fortzufahren, bedient man sich des Bloch-Theorems. Die Amplituden einer elektromagnetischen Welle in einem Medium mit periodisch variierendem Brechungsindex mit Periodenlänge {\displaystyle d} sind bei {\displaystyle z=d} durch deren Werte bei {\displaystyle z=0} gegeben, multipliziert mit einem Phasenfaktor {\displaystyle e^{iKd}}. Der Wellenvektor der sich im Bragg-Spiegel ausbreitenden elektromagnetischen Welle ist durch {\displaystyle K} gegeben. Man gelangt schlussendlich zu folgendem Ausdruck:
{\displaystyle {\binom {E(0)}{H(0)}}=\mathrm {e} ^{-\mathrm {i} Kd}{\binom {E(d)}{H(d)}}}
Kombiniert man die ersten beiden Gleichungen dieses Abschnitts, so gelangt man zu folgender Eigenwertgleichung:
{\displaystyle M_{d}{\binom {E(d)}{H(d)}}=\mathrm {e} ^{-\mathrm {i} Kd}{\binom {E(d)}{H(d)}}}
Ziel ist es nun, einen Ausdruck für den Wellenvektor {\displaystyle K} zu finden. Wenn dieser imaginäre Werte annimmt, so fallen die Komponenten der elektromagnetischen Welle exponentiell mit der Schichtdicke ab. Das heißt, dass sich die elektromagnetische Welle nicht im Spiegel ausbreiten kann. Der Bereich in dem {\displaystyle K} imaginär ist, entspricht jenen Wellenlängenbereichen, in denen Bragg-Spiegel ihre Reflexionsmaxima zeigen. Um nun also einen Ausdruck für {\displaystyle K} in Abhängigkeit von der Wellenlänge zu finden, bedient man sich erst der Tatsache, dass die Determinante von {\displaystyle M_{d}} 1 ist. Die Determinante einer Matrix ist zugleich aber auch durch das Produkt ihrer Eigenwerte gegeben. Ein Eigenwert ist bereits durch {\displaystyle \mathrm {e} ^{-\mathrm {i} Kd}} gegeben, was bedingt, dass der verbleibende {\displaystyle \mathrm {e} ^{\mathrm {i} Kd}} gegeben sein muss. Schlussendlich ist die Spur der Matrix {\displaystyle M_{d}} durch die Summe der Eigenwerte definiert. Unter Verwendung der Definition des Kosinus mit imaginären Exponentialfunktionen erhält man letztendlich folgende Gleichung:
{\displaystyle \mathrm {e} ^{-\mathrm {i} Kd}+\mathrm {e} ^{\mathrm {i} Kd}=2\cos(Kd)=2\cos(k_{1}d_{1})\cos(k_{2}d_{2})-{\Bigl (}{\frac {n_{2}}{n_{1}}}+{\frac {n_{1}}{n_{2}}}{\Bigr )}\sin(k_{1}d_{1})\sin(k_{2}d_{2})}
Durch weiteres Umstellen und Ausdrücken der Wellenzahlen durch die Wellenlänge {\displaystyle \lambda } erhält man weiters:
{\displaystyle K=\arccos \left(\cos(k_{1}d_{1})\cos(k_{2}d_{2})-{\frac {1}{2}}\left({\frac {n_{2}}{n_{1}}}+{\frac {n_{1}}{n_{2}}}\right)\sin(k_{1}d_{1})\sin(k_{2}d_{2})\right)}
{\displaystyle K=\arccos \left(\cos \left({\frac {2\pi n_{1}d_{1}}{\lambda }}\right)\cos \left({\frac {2\pi n_{2}d_{2}}{\lambda }}\right)-{\frac {1}{2}}\left({\frac {n_{2}}{n_{1}}}+{\frac {n_{1}}{n_{2}}}\right)\sin \left({\frac {2\pi n_{1}d_{1}}{\lambda }}\right)\sin \left({\frac {2\pi n_{2}d_{2}}{\lambda }}\right)\right)}

Photonische Bandstruktur eines idealen Bragg-Spiegels und die berechneten Reflexionsspektren mit zunehmender Anzahl an Schichten mit alternierendem Brechungsindex

Die letzte Gleichung beschreibt nun den Wellenvektor {\displaystyle K} in Abhängigkeit von der Wellenlänge des senkrecht einfallenden Lichtes. Ein Plot davon ist in der Abbildung rechts zu sehen, wobei {\displaystyle K} auf der x-Achse in Einheiten von {\displaystyle {\frac {\pi }{d}}} aufgetragen ist. Bei {\displaystyle {\frac {\pi }{d}}} nimmt {\displaystyle K} komplexe Werte an, was den Peaks im Reflexionsspektrum des Bragg-Spiegels entspricht. Passend dazu sind im Bild rechts auch die Reflexionsspektren von dementsprechenden Bragg-Spiegeln mit mehreren Dünnfilm-Lagen aufgetragen. Je mehr Lagen der Spiegel hat, umso besser entspricht er einem idealen Bragg-Spiegel und das Stoppband stimmt besser mit dem Bereich von komplexen Wellenvektoren überein. Weiters sieht man wie im vorigen Abschnitt hergeleitet, dass die Reflektivität mit der Anzahl der Dünnfilmschichten zunimmt.
Für einen idealen Bragg-Spiegel mit unendlich vielen Dünnfilm-Lagen lässt sich auch ein analytischer Ausdruck für die Breite des Stoppbands finden. Man setzt dazu das Argument des Arkuskosinus-Terms -1 oder 1, da dieser ab diesen Werten nicht mehr im reellen Bereich definiert ist. Weiters führt man die Phasendifferenz {\displaystyle \delta _{e}} ein. Somit kann man die Sinus- und Kosinus-Terme zusammenfassen, da deren Argumente in einem Bragg-Spiegel die gleichen Werte haben.
{\displaystyle -1=\cos ^{2}(\delta _{e})-{\frac {1}{2}}{\Bigl (}{\frac {n_{2}}{n_{1}}}+{\frac {n_{1}}{n_{2}}}{\Bigr )}\sin ^{2}(\delta _{e})}
Durch Umstellen gelangt man zu:
{\displaystyle \cos ^{2}(\delta _{e})={\Bigl (}{\frac {n_{1}-n_{2}}{n_{1}+n_{2}}}{\Bigl )}^{2}}
Weiters kann man {\displaystyle \delta _{e}} mit Hilfe der Hilfsvariable {\displaystyle \Delta g} schreiben:
{\displaystyle \delta _{e}={\frac {\pi \lambda _{0}}{2\lambda _{e}}}={\frac {\pi }{2}}(1\pm \Delta g)}
Mit Hilfe der letzten Gleichung gelangt man zu:
{\displaystyle \cos ^{2}(\delta _{e})=\sin ^{2}(\pm {\frac {\pi \Delta g}{2}})}
Schlussendlich erhält man einen Ausdruck für die Breite des Stoppbands. Anstatt der Wellenlänge wie bisher wird das Stoppband durch Frequenzen ausgedrückt. Die zentrale Frequenz des Stoppbands ist {\displaystyle f_{0}} während {\displaystyle \Delta f} die Breite des Stoppbands charakterisiert.
{\displaystyle {\frac {\Delta f}{f_{0}}}={\frac {4}{\pi }}\arcsin \left\vert {\frac {n_{1}-n_{2}}{n_{1}+n_{2}}}\right\vert }

## Herstellung
Die alternierenden Lagen von Dielektrika eines Bragg-Spiegels können mit unterschiedlichen Beschichtungsverfahren hergestellt werden, zum einen durch physikalische Gasphasenabscheidung wie Sputtern oder Aufdampfen zum anderen chemische Gasphasenabscheidung oder mit Hilfe der Sol-Gel-Methode.
Eine weitere Methode um Bragg-Spiegel herzustellen ist das elektrochemische Porösizieren von Silizium-Wafern. Dabei kann man die Porosität maßgenau einstellen. Variiert man die Porosität zwischen hoher und niedriger Porosität, so erhält man eine Abfolge von Schichten mit niedrigem und hohem Brechungsindex. Das elektrochemische Porösizieren erlaubt im Gegensatz zu den vorher genannten Methoden auch die einfache Realisierung von Spiegeln mit stetig variierenden (z. B. sinusförmigen) Brechungsindex-Profilen. Solche Spiegel werden Rugate-Filter genannt.

## Anwendung

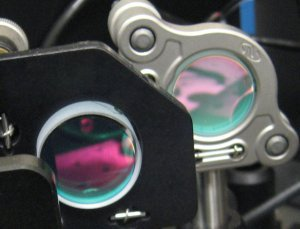
Zwei dielektrische Spiegel in einem Versuchsaufbau

Bragg-Spiegel werden bei vielen Halbleiterlasern wie Oberflächenemittern (VCSEL), optisch gepumpten Halbleiterlasern (VECSEL), Laserdioden, DFB- und DBR-Lasern eingesetzt. Bei vielen Lasern werden Bragg-Spiegel als Spiegel verwendet, da die Wellenlänge meist genau festgelegt ist. Somit kann man mit Bragg-Spiegeln deutlich höhere Reflektivitäten erreichen als mit metallischen Spiegeln. Außerdem lassen sich Bragg-Spiegel als dichroitische Spiegel verwenden, die eine Farbe fast vollständig reflektieren und andere Farben annähernd vollständig transmittieren. Durch die Verwendung von λ/2- anstelle von λ/4-Schichten ergibt sich ein Interferenzfilter und bei Verwendung von dielektrischen Materialien ein dielektrisches Filter.
Bragg-Spiegel lassen sich auch gut in Glasfasern integrieren, wobei man von Faser-Bragg-Gittern spricht. Hier gelten die gleichen Gesetzmäßigkeiten wie auch bei anderen Bragg-Spiegeln.
Neben den bisher beschriebenen Anwendungsfeldern ist die potentielle Anwendung von porösen Bragg-Spiegeln ein aktueller Forschungsgegenstand. Mögliche Anwendungsgebiete gibt es im Bereich der analytischen Chemie sowie in der Gassensorik.